# Yggdrasill (Demoaufnahme)
Yggdrasill ist die zweite Demoaufnahme der norwegischen Viking-Metal-Band Enslaved. Sie wurde am 28. und 29. Juni 1992 eingespielt, Toningenieur und Produzent war S. Sjøen. Yggdrasill erschien im gleichen Jahr auf Kassette und wurde 1995 zusammen mit Satyricons zweiter Demoaufnahme The Forest Is My Throne und je einem Bonustitel pro Band wiederveröffentlicht. Alleine wiederveröffentlicht wurde Yggdrasill 2009 als Picture-LP von Blut & Eisen Productions, ebenfalls 2009 als Teil einer von Viva Hate Records veröffentlichten Holzbox zusammen mit den Alben Frost, Eld, Blodhemn, Mardraum: Beyond the Within, Monumension und Below the Lights. 2011 veröffentlichte Peaceville Records Yggdrasill auf LP und 2012 auf CD, jeweils mit dem Bonustitel Enslaved von der Split-Veröffentlichung mit Satyricon.

## Titelliste
1. Heimdallr – 06:40 (Daimonion)
2. Allfǫðr Oðinn – 07:50 (Daimonion)
3. Intermezzo – 01:33 (auf der Beilage des Originals nicht aufgeführt)
4. Hal Valr – 07:26 (Daimonion/Grutle)
5. Niunda Heim – 07:39 (Daimonion)
6. The Winter Kingdom Opus I: Resound of Gjallarhorn – 03:14 (Daimonion)

Alle Texte von Daimonion.

## Gestaltung
Die Cover-Beilage zeigt ein Schwarzweiß-Bild eines Blitzes, auf der Split-Veröffentlichung mit Satyricon ist stattdessen eine blau getonte Photographie der Band zu sehen.

## Musikstil
Enslaveds Stil wurde als black-metal-beeinflusster Folk Metal mit epischem Liedaufbau beschrieben. Yggdrasill beginnt mit dem thrash-lastigen Heimdallr, die übrigen Stücke ähneln jedoch eher dem „neoklassischen, epischen Klang, den sie auf ‚Vikingligr Veldi‘ perfektionierten“. Die ätherischen Tremolo-Melodien sind weniger folkig und metal-lastiger als auf späteren Veröffentlichungen. Zur melodischen Gewichtung werden Keyboards eingesetzt. Schlagzeuger Trym spielt eine Art primitiven Proto-Blastbeat. Der Gesang ist für Enslaved-Verhältnisse brutal und mit Quorthon auf Blood Fire Death vergleichbar.

## Rezeption
Steve Hoeltzel vom Webzine Chronicles of Chaos ist der Ansicht, dass Enslaveds Demoaufnahme im Vergleich mit ihrem neueren und einfallsreicheren Material verblasse. Die beiden besten Stücke, Heimdallr und Allfǫðr Oðinn, seien beide neu aufgenommen worden und klängen in den neuen Versionen viel besser. Er möge Enslaved, aber wie der Großteil ihres frühen Materials leide die Demoaufnahme an einem Überangebot an Länge in Verbindung mit einem Mangel an Ideen. Außerdem bezeichnete er die Produktion als schrecklich. Für Herjulf vom Vönger-Webzine sind die Aufnahmen „nicht sonderlich bemerkenswert. Die fünf Titel sind zum größten Teil ziemlich langweiliges, unmotiviertes Riffgeschrubbe ohne jegliche Atmosphäre; zudem klingen die Keyboards einfach bloß billig. Die hier vertretenen Stücke zeigen insgesamt nur selten das Potential auf, das Enslaved spätestens mit ‚Frost‘ offenbart haben. Der beste Song von ‚Yggdrasill‘ dürfte noch ‚Niunda Heim‘ sein; seltsamerweise ist er aber später nie mehr irgendwo aufgetaucht […].“ Seker vom Webzine Global Domination bemängelte die Produktion, aufgrund derer er teilweise Probleme habe, die Gitarrenriffs herauszuhören. Die Musik sei primitiv, wild und noch in einem embryo-artigen Zustand, aber Enslaveds kompositorische Fähigkeiten und spätere Entwicklung seien bereits erkennbar. Zum Bass äußerte er sich nicht, da er aufgrund der Produktion nicht erkennbar sei.